# Zero Hour (band)
Zero Hour is een Amerikaanse progressieve metal band die is opgericht in 1993. De band werd gevormd door de tweelingbroers Jasun en Troy Tipton.

## Bezetting

### Huidige bandleden
- Chris Salinas - Zanger
- Jasun Tipton - Gitarist / Toetsenist
- Troy Tipton - Bassist
- Mike Guy - Drummer

### Voormalige bandleden
- Erik Rosvold - Zanger / Toetsenist
- Fred Marshall - Zanger
- Mike Connor - Toetsenist
- Matt Guillory - Toetsenist

## Discografie
- Zero Hour (1999)
- The Towers of Avarice (2001)
- Metamorphosis (2003)
- A Fragile Mind (2005)
- Specs of Pictures Burnt Beyond (2006)
- Dark Deceiver (2008)